# Otto von Raven
Otto von Raven (* 24. April 1778 in Wrechen; † 19. Mai 1810 ebenda) war ein preußischer Offizier und Ritter des Ordens Pour le Mérite.

## Leben
Otto Gottlob von Raven wurde am 24. April 1778 in Wrechen geboren. Sein Vater war Otto Friedrich von Raven (1743–1794), Gutsherr auf Wrechen und Warbende, seine Mutter war Henriette von Wedel (1751–1794), Tochter des uckermärkischen Landrates Friedrich Wilhelm von Wedel. Er war mit Luise-Wilhelmine Freiin von der Recke (1780–1822) verheiratet und hatte mit ihr eine Tochter. Ein Bild Ottos von Raven befindet sich im Genealogischen Handbuch des Adels, Band A VII, vor Seite 309.

## Militärische Laufbahn
Als 3. Sohn seines Vaters wurde Otto von Raven Offizier. Er trat in das Garde du Corps ein und avancierte schnell bis zum Stabsrittmeister. Mit seinem Regiment nahm er am Krieg Preußens gegen Frankreich teil und kämpfte im Jahre 1807 nach den schweren Niederlagen Preußens gegen Napoleon Anfang 1807 in Westpreußen gegen die französischen Truppen. In einem Gefecht bei Marienwerder überfiel er mit seinen Soldaten eine französische Abteilung und schlug sie. In einem Bericht seines Kommandeurs von Borstell an den König vom 14. Februar 1807 heißt es: „Zugleich schlägt derselbe (Raven) nunmehr laut einer namentlichen Liste 3 Unteroffiziere und 35 Gardes du Corps [...] zur silbernen Verdienstmedaille vor. In gleichen bittet er für den Rittmeister von Alvensleben wegen des Überfalls bei Marienwerder um den V.O [...].“ In einer Allerhöchsten Kabinettsorder antwortet der König am 19. Februar 1807: „Dem Rittmeister von Alvensleben habe ich für seine mit Auszeichnung ausgeführten Unternehmungen gegen den Feind den V.O. unter dem 4. dieses verliehen; für den Stabsrittmeister von Raven aber lege ich denselben hier bei“.
Otto von Raven wurde noch zum Major befördert, dann aber wegen der im Frieden von Tilsit erzwungenen Heeresreduzierung entlassen. Er bewirtschaftete danach bis zu seinem Tode seine vom Vater ererbten Güter Wrechen und Warbende.